# Figlie della misericordia francescane

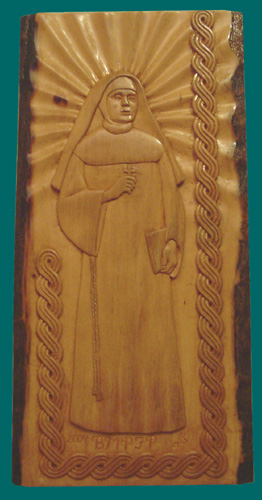
Maria di Gesù Crocefisso Petković, fondatrice della congregazione

Le Figlie della Misericordia Francescane sono un istituto religioso femminile di diritto pontificio: i membri di questa congregazione pospongono al loro nome la sigla C.F.M.

## Storia
Nel 1906 il vescovo di Ragusa di Dalmazia Giuseppe Marčelić fece arrivare da Brescia a Blatta, sull'isola di Curzola, una comunità di suore Ancelle della Carità per gestire la locale scuola femminile: a causa dello scoppio della prima guerra mondiale le religiose abbandonarono l'isola e il vescovo affidò a una sua penitente, Marija Petković (1892-1966), la missione di organizzare una nuova comunità religiosa che proseguisse l'opera delle Ancelle.
La congregazione, approvata dal vescovo di Ragusa il 18 febbraio 1929, ebbe rapida diffusione e nel 1936 aprì alcune filiali nell'America del Sud, dove la Petković soggiornò tra il 1940 e il 1952.
L'istituto, aggregato all'Ordine dei Frati Minori dal 26 gennaio 1928, ricevette il pontificio decreto di lode il 26 giugno 1944 e le sue costituzioni vennero approvate definitivamente dalla Santa Sede il 6 dicembre 1956.
La fondatrice (in religione madre Maria di Gesù Crocefisso) è stata beatificata da papa Giovanni Paolo II nel 2003.

## Attività e diffusione
Le Figlie della Misericordia si dedicano all'istruzione della gioventù, alla cura degli orfani, all'assistenza agli ammalati, alle opere parrocchiali e alle missioni.
Sono presenti in Europa (Italia, Germania, paesi dell'ex Jugoslavia) e in America (Argentina, Canada, Cile, Paraguay, Perù, Uruguay): la sede generalizia è a Roma.
Al 31 dicembre 2005 l'istituto contava 425 religiose in 66 case.